# روبرت غلاس
روبرت غلاس (بالإنجليزية: Robert Glass)‏ هو مهندس الصوت أمريكي، ولد في 4 ديسمبر 1939 في بلدة باري في الولايات المتحدة، وتوفي في 21 يوليو 1993 في لوس أنجلوس في الولايات المتحدة.

## وصلات خارجية
- روبرت غلاس على موقع IMDb (الإنجليزية)
- روبرت غلاس على موقع قاعدة بيانات الفيلم (الإنجليزية)